# نهر سافانا
نهر سافانا هو نهر رئيسي في جنوب شرق الولايات المتحدة، ويشكل معظم الحدود بين ولاية كارولينا الجنوبية و جورجيا.